# Bernardo de Sá Nogueira de Figueiredo
Bernardo de Sá Nogueira de Figueiredo (Santarém, 26 de septiembre de 1795 — Lisboa, 6 de enero de 1876) fue un político portugués de la época de la monarquía constitucional y un importante líder del movimiento septembrista en Portugal. También fue uno de los líderes del Partido Histórico, que abandonó para formar el Partido Reformista. Asumió diversas carteras ministeriales y fue en cinco ocasiones jefe del gobierno de Portugal (1836-1837, 1837-1839, 1865 y 1868-1869). Además, en 1862 fue presidente interino del Consejo de Ministros en sustitución del Duque de Loulé.
Recibió el título de barón (1833), vizconde (1834) y marqués de Sá da Bandeira (1854).

## Vida
Seguidor del liberalismo, estuvo sitiado durante el llamado "Cerco de Oporto" con otras ilustres figuras de la segunda mitad del siglo XIX; durante la guerra entre liberales y absolutistas perdería el brazo derecho en el Alto da Bandeira, en Vila Nova de Gaia.
Tras la llegada al poder de los septembristas en la secuencia de la Revolución de septiembre de 1836, Sá da Bandeira fue nombrado ministro de Interior del nuevo gobierno. Poco tiempo después una intentona contrarrevolucionaria para imponer a los cartistas (conservadores) en el poder (A Belenzada) tuvo el efecto contrario al deseado por los revolucionarios, y la reina María II de Portugal se vio obligada a nombra a Sá da Bandeira como primer ministro.
Junto con Passos Manuel (que en este primer gobierno asumió las carteras de Finanzas e Interior) inició un programa de reformas teniendo como objetivo el progreso de Portugal -por ejemplo, abolió la esclavitud en las colonias portuguesas (en la metrópolis ya había sido abolida anteriormente). Al año siguiente se desencadenó la Revuelta de los Mariscales, protagonizada por Saldanha y Terceira contra su gobierno, pero Sá da Bandeira consiguió sofocarla.
En 1842, con el golpe de Antonio Costa Cabral terminó este período del gobierno septembrista. A su vez, en 1846 la revuelta de María da Fonte puso fin al gobierno de Costa Cabral. La reina María II designó entonces un ejecutivo presidido por el duque de Palmela, un cartista moderado, en el que cual Sá da Bandeira también participó como ministro de la Guerra. Mientras tanto, un nuevo golpe, presidido por Saldanha, llevó a la petición de su dimisión de la cartera que ocupaba.
Semejante decisión fue en parte la causa de una nueva guerra civil, la Patuleia, que terminó en 1847 con la victoria de los cartistas, apoyados por la reina y por soldados enviados por España y el Reino Unido. Los conservadores pasaron entonces a gobernar Portugal durante más de diez años, hasta la ascensión al trono del rey Pedro V de Portugal, de ideas más progresistas.
Durante esta época ya se había iniciado el sistema del rotativismo, que caracterizaría a la monarquía constitucional hasta su fin -una sucesión estable de los principales partidos en el poder. Por una parte el Partido Regenerador, constituido por los antiguos cartistas de cariz más conservador, y por otra, el Partido Histórico, derivado del movimiento septembrista, de ideología más liberal. La monarquía constitucional portuguesa, en la práctica, se afirmó esencialmente como un sistema oligárquico; por eso la tendencia es que tanto los políticos regeneradores como los históricos buscasen sus apoyos en la clase media-alta burguesa.
Durante esta época Sá da Bandeira asumió un papel protagonista en la dirección del Partido Histórico, siendo la principal figura tras el duque de Loulé; este último se convertiría en jefe de Gobierno entre 1856-1859.
En el marco habitual de un "rotativismo" caracterizado por frecuentes disoluciones de las Cortes y por una elevada abstención (agravado porque el derecho al voto era privilegio de una escasa minoría) y por la manipulación electoral que alternaba a los dos grandes partidos en el poder, Sá da Bandeira ascendió a la jefatura del gobierno en 1865, aunque solo durante unos cinco meses. En su sustitución se formó una gran coalición constituida por Regeneradores e Históricos, el Gobierno de Fusión de Joaquim António de Aguiar.
Sá da Bandeira, que desde hacía tiempo se manifestaba contra el rotativismo, acabó por apartarse de su partido, y formó con sus correligionarios uno nuevo, el Partido Reformista. Al frente de este nuevo partido volvería a ser primer ministro durante un breve período, entre 1868 y 1869.
En 1870, tras el golpe de la Ajudada, que puso a Saldanha en el poder, Sá da Bandeira organizó la resistencia al gobierno de la dictadura y tres meses después, Saldanha era derrocada. Sá da Bandeira se convirtió por quinta y última vez, en jefe de Gobierno. Organizó elecciones y ofreció el poder al independiente António José de Ávila, que no obstante, tendía a la alianza con el Partido Histórico.

Sá da Bandeira falleció en 1876. El Partido Reformista que había creado le sobrevivió poco tiempo y terminó fusionándose con el Partido Histórico dando lugar al Partido Progresista de Portugal.
En su homenaje, la ciudad de Lubango, en Angola, recibió el nombre de Sá da Bandeira durante el período colonial.
| Predecesor: José Bernardino de Portugal e Castro, marqués de Valença António Dias de Oliveira | Presidente del Consejo de Ministros de Portugal 1836 - 1837 1837 - 1839 | Sucesor: Consejo de Ministros (1837) Rodrigo Pinto Pizarro |